# Sportivo Huracán
Sportivo Huracán – peruwiański klub piłkarski z siedzibą w mieście Arequipa, stolicy regionu Arequipa.

## Osiągnięcia
- Copa Perú: 1973
- Mistrz regionu Arequipa (5): 1973, 1981, 1995, 1999, 2003

## Historia
Klub założony został 12 stycznia 1927 roku i gra obecnie w lidze regionalnej. Klub rozgrywa swoje mecze domowe na oddanym do użytku w 1954 roku stadionie Estadio Mariano Melgar.